# فرشته‌کوسه‌سانان
فرشته‌کوسه‌سانان (Squatiniformes) راسته‌ای از کوسه‌ماهیان هستند.
خانواده فرشته‌کوسگان (Squatinidae) در این راسته قرار دارد.
ظاهر فرشته‌کوسه‌ها با سفره‌ماهی همانندی دارد. کوسه‌ماهیان این راسته رو به انقراض هستند.